# All-Japan Judo Championships
 (mai 2023).
Si vous disposez d'ouvrages ou d'articles de référence ou si vous connaissez des sites web de qualité traitant du thème abordé ici, merci de compléter l'article en donnant les références utiles à sa vérifiabilité et en les liant à la section « Notes et références ».
Les All-Japan Judo Championships ou Championnats du Japon de judo toutes catégories (aussi connu sous le nom de Zen Nihon), en français littéralement Championnat de tout le Japon de Judo (et en japonais Zennihon judo senshuken taikai)) est une compétition de judo organisée par la Fédération japonaise de judo qui se tient tous les ans au Japon. 
Les compétitions masculines et féminines sont séparées. Le tournoi masculin se déroule au Nippon budōkan et le tournoi féminin au Yokohama Cultural Gymnasium généralement au mois d'avril. 
C'est une compétition toutes catégories (sans catégories de poids). 
Pour les Japonais il s'agit d'une compétition très prestigieuse, faisant partie des trois compétitions majeures avec les championnats du monde et les Jeux Olympiques. 
Jusqu'en 2011, la compétition suivait ses propres règles. Elle se déroule maintenant avec les règles IJF (Fédération Internationale de Judo). 